# Artabotrys libericus
Artabotrys libericus Diels – gatunek rośliny z rodziny flaszowcowatych (Annonaceae Juss.). Występuje naturalnie w Liberii. 

## Morfologia
PokrójZimozielony krzew o pnących pędach.
LiścieMają podłużnie lancetowaty kształt. Mierzą 6–10 cm długości oraz 2–3 cm szerokości. Nasada liścia jest ostrokątna. Wierzchołek jest długo spiczasty.
KwiatySą pojedyncze lub zebrane po 2–3 w kwiatostany. Rozwijają się w kątach pędów. Działki kielicha mają owalny kształt i dorastają do 4–8 mm długości. Płatki mają kształt od równowąskiego do lancetowatego i zielonożółtawą barwę, osiągają do 9–15 mm długości.